# Quintanas de Hormiguera
Quintanas de Hormiguera es una localidad de la provincia de Palencia (Castilla y León, España) que pertenece al municipio de Aguilar de Campoo.

## Localización
Está a una distancia de 16 km de Aguilar de Campoo, la capital municipal, en la comarca de Campoo. Tiene acceso desde la autovía A-67 siendo el último pueblo palentino que se atraviesa antes de cruzar el límite con la Comunidad Autónoma de Cantabria. 

## Demografía
Evolución de la población en el siglo XXI
| Gráfica de evolución demográfica de Quintanas de Hormiguera entre 2000 y 2020 |
|                                                                               |
| Población de derecho (2000-2020) según el padrón municipal del INE            |

## Historia
A la caída del Antiguo Régimen la localidad se constituye en municipio constitucional, conocido entonces como Quintanilla de Hormiguera que en el censo de 1842 contaba con 10 hogares y 52 vecinos, para posteriormente, a mediados del siglo XIX integrarse en Villanueva de Henares junto con Canduela. En los años 1970 los tres se integran en Aguilar de Campoo.